# کنتس والوسکا
کُنتِس والِوسکا (لهستانی: Pani Walewska) یک فیلم صامت لهستانی در سبک تاریخی است که در سال ۱۹۱۴ منتشر شد.